# Centrale di teleriscaldamento (Dobbiaco)

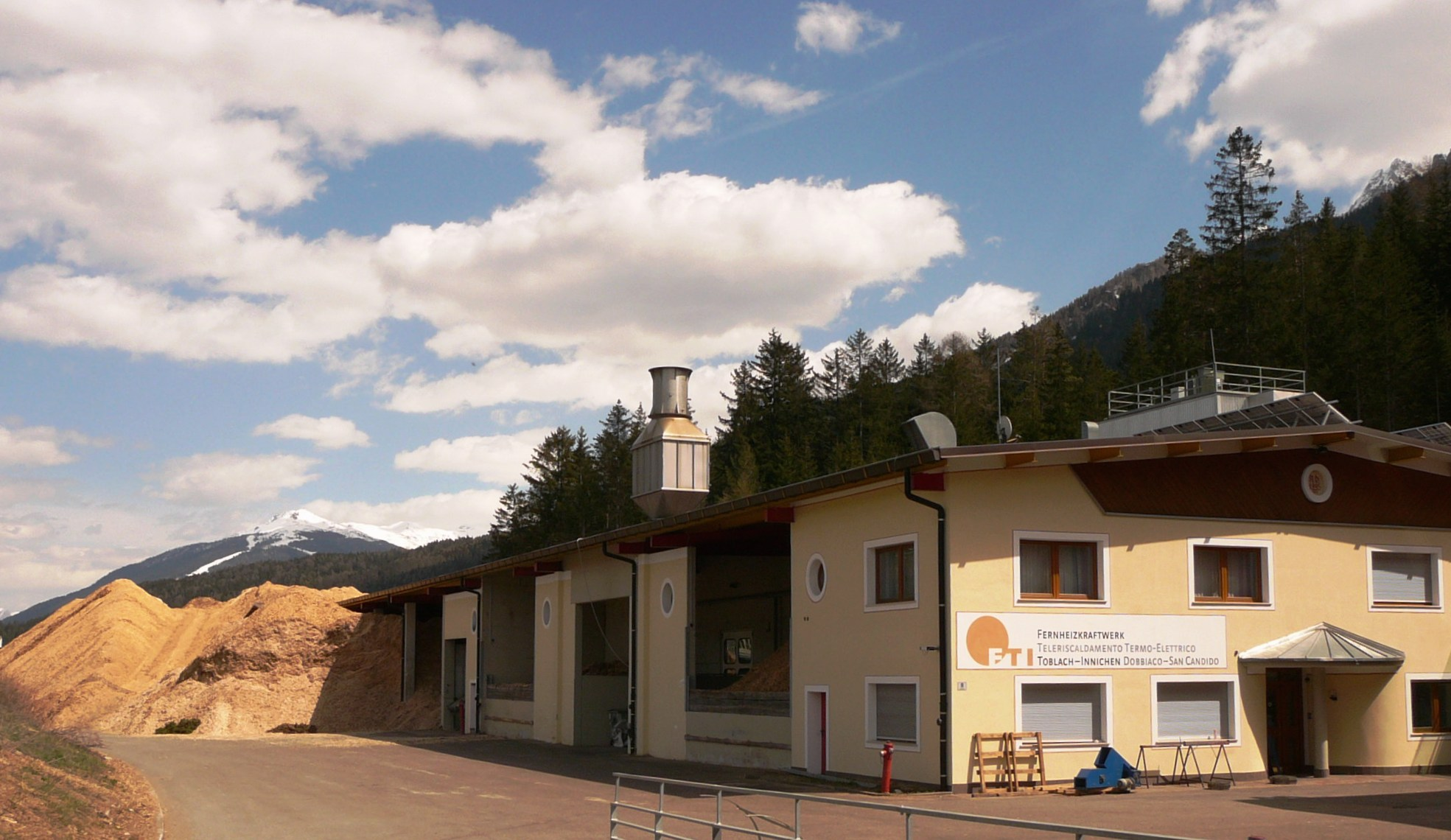
La centrale di teleriscaldamento

La centrale di teleriscaldamento è un impianto di teleriscaldamento di Dobbiaco, in Alto Adige usato per il riscaldamento dell'acqua per la successiva fornitura agli edifici della zona. La centrale è in funzione dal 1998 e si è collegata anche la rete del limitrofo comune di San Candido. Il 24 settembre 1999 Dobbiaco e San Candido hanno fondato, con altri quattro enti il Consorzio Biomassa Alto Adige.

## Caratteristiche dell'impianto
Dato che il 42% del territorio dell'Alto Adige è ricoperto da boschi e foreste, ed è fiorente un'attività di trasformazione del legno, negli ultimi anni si sta cercando di sfruttare al meglio tale fonte di energia pulita e rinnovabile, ovvero il legname.
Il 25 giugno 2005 la centrale è stata ampliata e radicalmente ristrutturata con il nuovo gruppo per la produzione combinata di energia termoelettrica: un impianto che nel suo genere è il maggiore d'Europa. L'impianto produce e diffonde energia termica eco-compatibile per i comuni di Dobbiaco e San Candido.

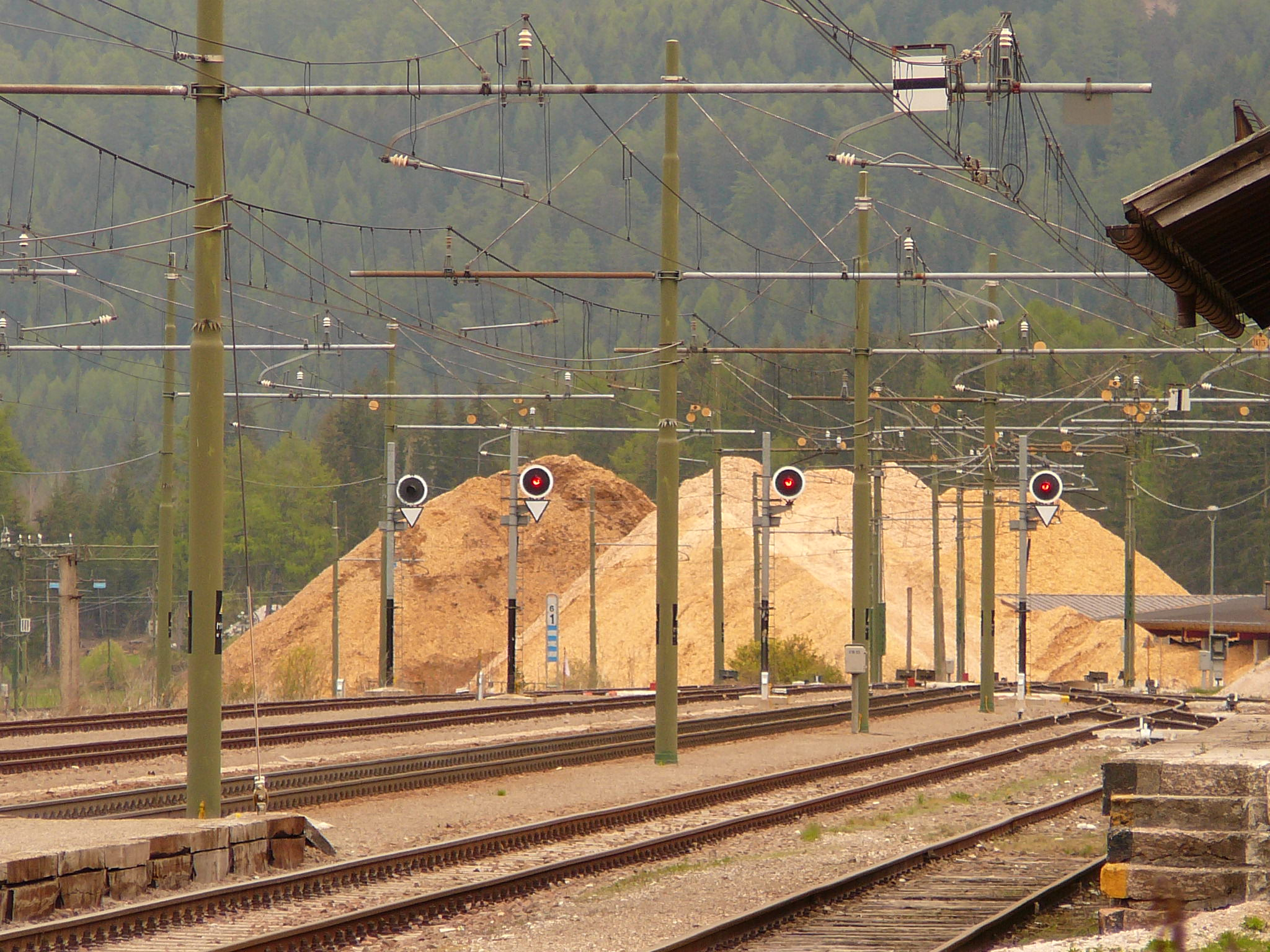
Le montagne di segatura che andranno ad alimentare la centrale di teleriscaldamento

Il sistema di produzione di energia sfrutta come materia prima il cippato di legno, ovvero gli scarti delle segherie o del disboscamento. Usando questo come combustibile si produce energia termica, che a sua volta riscalda un fluido di lavoro che si vaporizza e si espande in una turbina; quest'ultima è collegata a un alternatore che genera energia elettrica. Contemporaneamente, la parte residuale dell'energia termica prodotta dalla combustione del cippato di legno è impiegata per riscaldare un olio diatermico che fluisce all'interno di un circuito di produzione del vapore utilizzato nel teleriscaldamento propriamente detto; il calore così trasportato è quello che infine verrà utilizzato per riscaldare le case dei due paesi. I punti vincenti di una tale centrale sono l'utilizzo di materie prime rinnovabili, che provengono da scarti di altre lavorazioni (il cippato è proveniente, oltre che dalle segherie locali, anche dalle importazioni, persino dalla Finlandia), e non ultimo una minima emissione di gas di scarico, grazie all'utilizzo combinato di un filtro elettrico e uno di condensazione.
La centrale ha una potenza di 18 megawatt e brucia annualmente circa 1 402 500 metri cubi di biomassa.

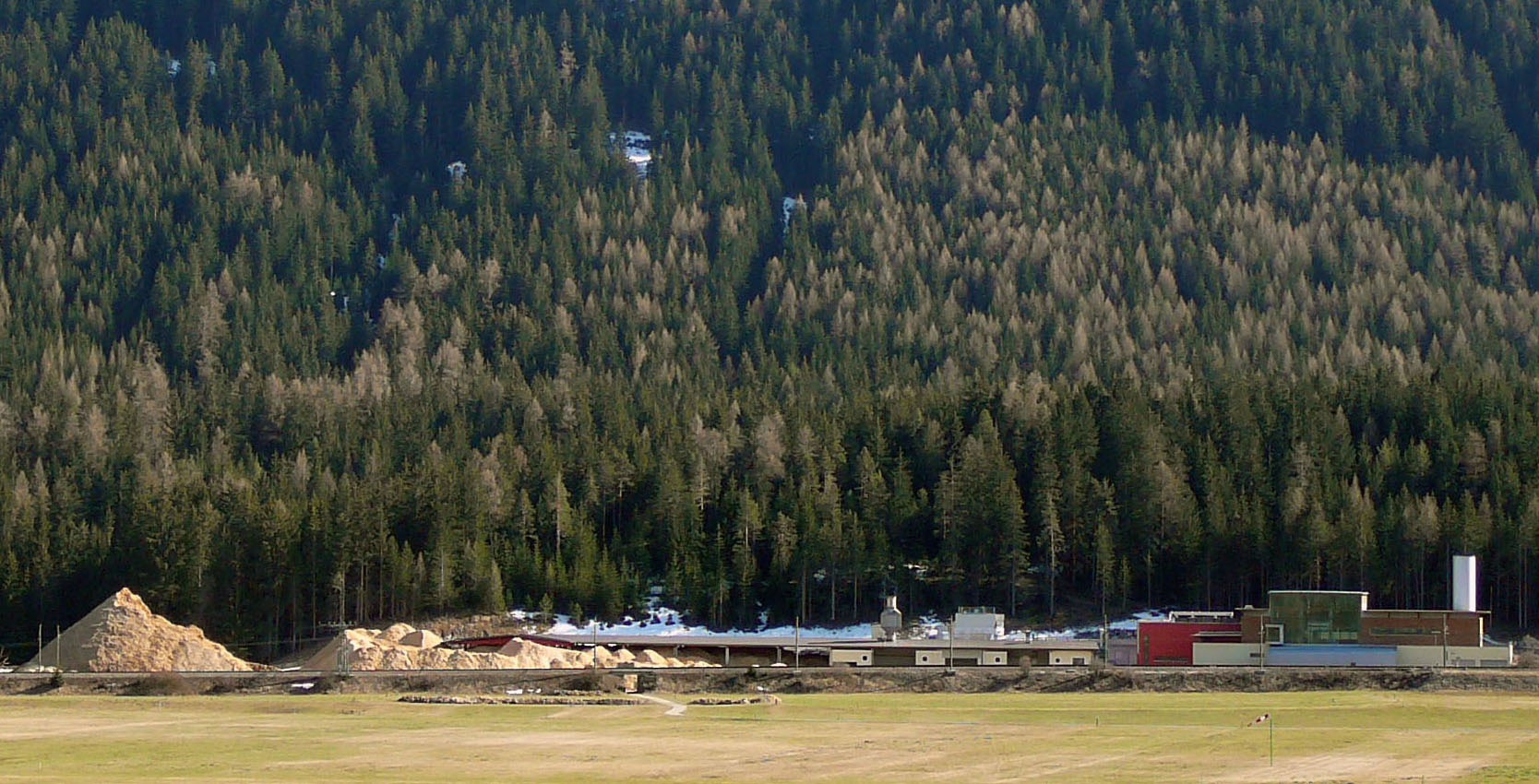
La centrale di teleriscaldamento e in primo piano l'aeroporto di Dobbiaco

La rete di teleriscaldamento deve far sì che il vapore arrivi molto caldo alle case. Perciò, in entrambi i paesi esistono due condotte molto ben isolate: una in mandata e una in ritorno. L'utilizzatore finale potrà utilizzare il suo vecchio impianto interno, e avrà il vantaggio di avere sempre l'acqua ben calda e immediatamente disponibile, oltre a non dover più sostenere i costi di acquisto e manutenzione di caldaie e cisterne.
Per un impiego più efficiente, vengono utilizzati degli scambiatori di calore, in modo che l'acqua di ritorno possa andare a scaldare quella di andata.
Nel 2006 la centrale ha vinto il "premio solare europeo".
Nell'anno 2009 Dobbiaco è entrata assieme ad altri tre paesi dell'Alto Adige nella speciale classifica dei Comuni che si sono dotati di impianti per la produzione di energia da fonti rinnovabili di Legambiente; i risultati ottenuti sono una percentuale del 269% rispetto al fabbisogno, con 255 kWh di impianti fotovoltaici, 1 279 kWh di mini-idroelettrico, 1270 m² di pannelli solari termici, teleriscaldamento da due impianti, biomasse da 25 MW e biogas da 132 kWh.

### Visite all'impianto
La centrale di teleriscaldamento è stata ri-progettata fin dall'inizio per offrire oltre al calore (per circa 1 200 abitazioni), anche informazione. Il fatto che la centrale sia interamente visitabile, anche al suo interno, attraverso la "via della biomassa" (percorsi guidati che si effettuano settimanalmente), la rendono il primo circuito informativo sulla biomassa in Europa.